# 隆子棘蛙
隆子棘蛙（学名：Nanorana zhaoermii）一种于中华人民共和国西藏自治区隆子县扎日乡发现的两栖动物，隶属于叉舌蛙科倭蛙属。种加词源自中国两栖爬行动物学家赵尔宓的姓名，以感谢其对中国两栖爬行动物研究作出的巨大贡献。

## 形态特征
隆子棘蛙体型中等，雄蛙体长63.8～74.4毫米，雌蛙体长65～72.1毫米。雄蛙身体背面呈草绿色，具大块的黑褐色斑点，下颌关节和颞部疣粒黄色；腹面粉红色，下颌边缘、喉咙及体侧有灰粉色云斑；胸部具两团黑色角质胸刺，第Ⅰ，Ⅱ指背面及第Ⅲ指内侧具黑色角质婚刺。雌蛙体色较雄蛙黯淡，体侧具黄褐色纵纹。